# HD 190228 b
HD 190228 é um planeta extrassolar que orbita a estrela HD 190228. Sua massa mínima é de 4,49 massas de Júpiter. Ele orbita a estrela a uma distância que varia entre 1,13 UA a 3,37 UA. Assim como a maioria dos planetas extrassolares, foi descoberto usando o método da velocidade radial.